# 용유역
용유역(龍遊驛, Yongyu station)은 인천광역시 중구에 있는 인천공항 자기부상철도의 역이다. 인근에 인천국제공항철도 용유차량기지가 위치한다. 이 역부터 인천공항1터미널역까지 모두 지상 구간이다.

## 역사
- 2012년 8월 16일 : 용유역으로 역명 결정[1]
- 2016년 2월 3일 : 인천공항 자기부상철도 (용유 ~ 인천공항1터미널) 구간 개통과 함께 종착역으로 영업 개시
- 2022년 7월 14일: 시설 재정비로 활동중단

## 승강장
2면 2선의 상대식 승강장이며 스크린도어가 설치되어 있다.
| 워터파크 ↑ |
| \| 상      |
| 시·종착역  |

| 상행 | ● 인천공항 자기부상철도 | 인천공항1터미널 방면 |
| 하행 | ● 인천공항 자기부상철도 | 당역 종착            |

## 인접 정차역
| 인천공항 자기부상철도             | 인천공항 자기부상철도   | 인천공항 자기부상철도 |
| --------------------------------- | ----------------------- | --------------------- |
| M05 워터파크 인천공항1터미널 방면 | ● 인천공항 자기부상철도 | 시·종착역             |